# Traiana
Traiana is een plaats (frazione) in de Italiaanse gemeente Terranuova Bracciolini.